# Хелгеленд (тауншип, Миннесота)
Хелгеленд (англ. Helgeland) — тауншип в округе Полк, Миннесота, США. На 2000 год его население составило 52 человека.

## География
По данным Бюро переписи населения США площадь тауншипа составляет 70,1 км², из которых 70,1 км² занимает суша, водоёмов нет.

## Демография
По данным переписи населения 2000 года здесь находились 52 человека, 18 домохозяйств и 16 семей. Плотность населения —  0,7 чел./км². На территории тауншипа расположено 20 построек со средней плотностью 0,3 построек на один квадратный километр. Расовый состав населения: 100,00 % белых.
Из 18 домохозяйств в 33,3 % воспитывались дети до 18 лет, в 77,8 % проживали супружеские пары, в 11,1 % проживали незамужние женщины и в 11,1 % домохозяйств проживали несемейные люди. 11,1 % домохозяйств состояли из одного человека, при том ни в одном из них не проживали одинокие пожилые люди старше 65 лет. Средний размер домохозяйства — 2,89, а семьи — 3,13 человека.
28,8 % населения — младше 18 лет, 5,8 % — в возрасте от 18 до 24 лет, 25,0 % — от 25 до 44, 21,2 % — от 45 до 64, и 19,2 % — старше 65 лет. Средний возраст — 42 года. На каждые 100 женщин приходилось 108,0 мужчин. На каждые 100 женщин старше 18 приходилось 117,6 мужчин.
Средний годовой доход домохозяйства составлял 43 750 долларов, а средний годовой доход семьи —  40 000 долларов. Средний доход мужчин —  41 667  долларов, в то время как у женщин — 16 750. Доход на душу населения составил 14 768 долларов. За чертой бедности не находились ни одна семья и ни один человек.